# Истомин, Александр Васильевич
Александр Васильевич Исто́мин (1901—1981) — советский металлург, лауреат Сталинской и Ленинской премий.

## Биография
Родился в Екатеринбурге в семье железнодорожного служащего.
В 1908 году с родителями переехал на родину отца — в село Тёмновское (ныне Исетское) Екатеринбургского уезда Пермской губернии. Окончил там церковноприходскую школу, городское училище в Каменске-Уральском и Уральское горное училище в Екатеринбурге (1920).
В 1919 году во время облавы мобилизован колчаковцами, зачислен в саперный батальон и с ним отступал до Красноярска. После проверки отпущен советскими властями.
Поступил в Свердловске в Уральский политехнический институт и одновременно работал на аффинажном предприятии на переплавке изъятых у церкви ценностей, за ударный труд в 1921 году направлен целевым переводом в Петроградский (Ленинградский) политехнический институт, который окончил в 1927 году. (ЦГА СПб, ф. Р-3121, оп. 14, д. 141). Учился у выдающегося отечественного металлурга академика М. А. Павлова.
В 1926 году принят на работу в только что открывшийся в Ленинграде Государственный союзный институт по проектированию металлургических заводов (ГИПРОМЕЗ). Там работал всю дальнейшую жизнь.
В 1930—1931 годы в длительной командировке в США, стажировался в американских проектных бюро и на металлургических заводах в Питтсбурге, Буффало, Детройте, Чикаго.
В 1941 году после начала войны эвакуирован с институтом в Свердловск, занимался проектированием и организацией работы прокатных цехов эвакуированных заводов, а также Магнитки, Кузбасса, Караганды.
В 1942 году назначен начальником прокатного сектора (позднее отдела) ГИПРОМЕЗа. После окончания войны был награжден орденом Трудового Красного Знамени.
В июне 1945 года в звании полковника направлен в Германию в британскую зону оккупации для отбора оборудования по репарациям.
В послевоенный период участвовал в восстановлении заводов и в проектировании новых прокатных цехов, в реконструкции или создании прокатного производства в Польше (Нова-Хута, Хута Ленина, Хута Дзержинского), Венгрии (Дунайварош), Болгарии, Чехословакии, ГДР, Румынии. С конца 1950-х гг. участвовал в проектировании прокатных цехов металлургических заводов в Индии (Бхилаи, Бокаро).
В 1963 году присвоена учёная степень кандидата технических наук по итогам доклада:
- Основные параметры высокопроизводительных станов горячей прокатки заводов черной металлургии СССР [Текст] : Доклад по опублик. работам, представл. на соискание учен. степени кандидата техн. наук. / Гос. ком. по черной и цвет. металлургии при Госплане СССР. Центр. науч.-исслед. ин-т черной металлургии им. И. П. Бардина. — Москва : [б. и.], 1963. — 48 с.; 20 см.

С 1974 года главный прокатчик ГИПРОМЕЗа (должность, созданная специально для него).
Умер в больнице в ночь на 9 февраля 1981 года.

## Признание
- Сталинская премия второй степени (1951) — за создание советского блюминга.
- Ленинская премия (1961) — за создание типового непрерывного заготовочного стана 850/700/500 и повышение производительности существующих заготовочных станов.
- ордена и медали